# Vinzenz Klun

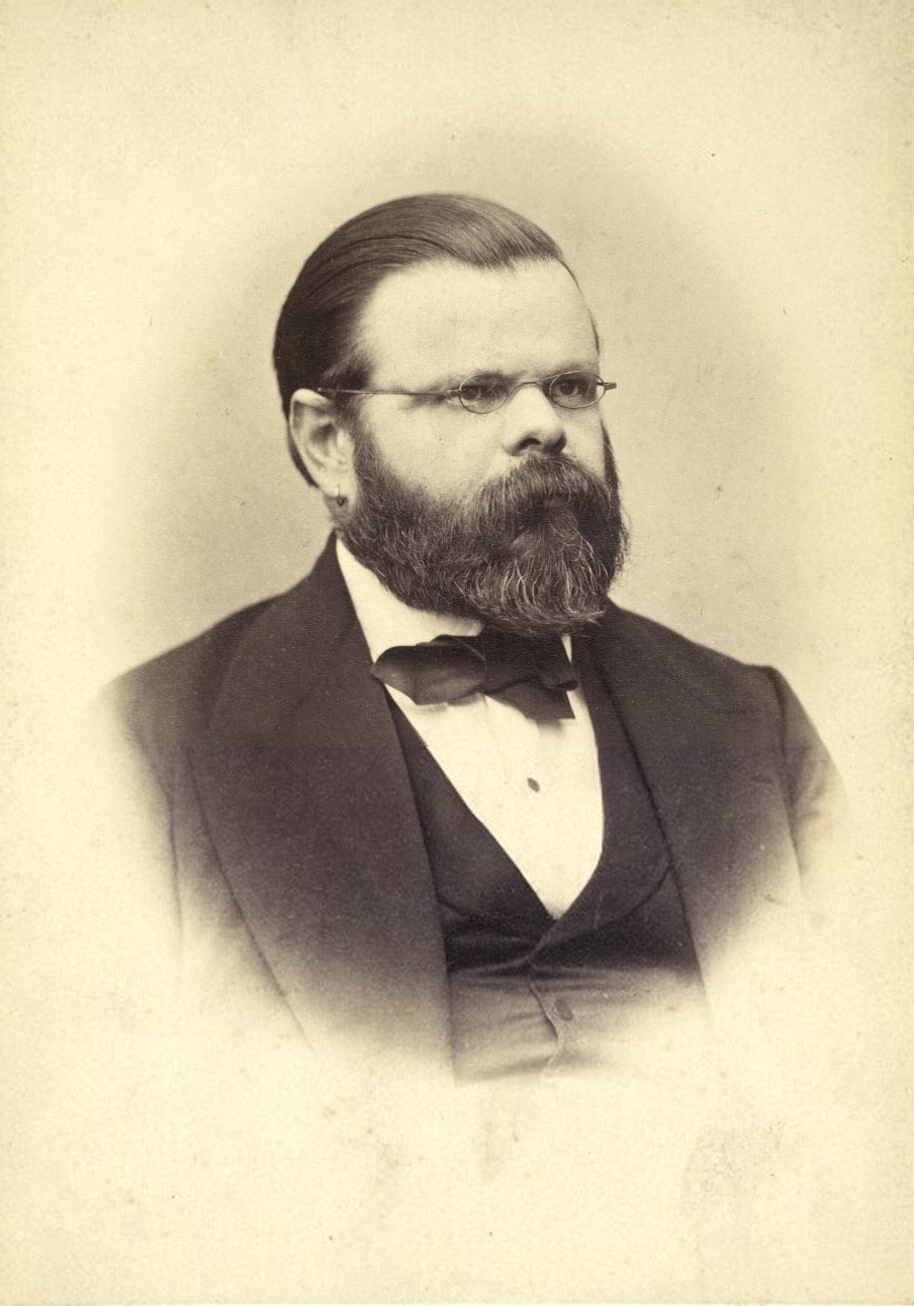
Vinzenz Klun (Österreichische Nationalbibliothek)

Vinzenz Ferrér Klun (auch: Vinko Ferrér Klun; * 13. April 1823 in Laibach, Krain; † 15. Juli 1875 in Karlsbad, Böhmen) war ein österreichisch-slowenischer Politiker, Historiker und Geograph. Er war Abgeordneter zum Abgeordnetenhaus des Österreichischen Reichsrats und Abgeordneter zum Krainer Landtag.

## Ausbildung und Beruf
Nachdem sein Vater früh verstorben war, besuchte Klun zwischen 1833 und 1840 das Gymnasium in Laibach. Danach absolvierte er Philosophische Jahrgänge am Lyzeum in Laibach. Er promovierte zum Dr. phil. in Padua und legte 1852 die Lehramtsprüfung für Geschichte und Geographie für Gymnasien ab.
Nachdem Klun 1843 in den Staatsdienst bei der Staatsbuchhaltung in Laibach eingetreten war, arbeitete er kurz als Erzieher in Venedig. Dort war er auch journalistisch und schriftstellerisch tätig. Er kehrte in der Folge nach Laibach zurück und wurde 1849 Redakteur der Laibacher Zeitung, ab 1851 arbeitete er auch als Sekretär der örtlichen Handels- und Gewerbekammer Laibach. Im Jahr 1856 wurde Klun Lehrer an der Kantonsschule in Lichtensteig, 1857 wechselte er als Professor für Geschichte und Geographie an das Gymnasium in Zadar. Danach war er zwischen 1858 und Mai 1867 Professor für Geographie und Statistik an der Handelsakademie in Wien, zudem war er 1862 auch Privatdozent für vergleichende Erdkunde an der Universität Wien. Er wurde im November 1867 zum Sektionsrat und 1869 zum Ministerialrat im Handelsministerium ernannt, 1871 ging er in den Ruhestand.
Klun war ab 1854 mit Maria Feyerabend verheiratet. Das Paar blieb kinderlos.

## Politik und Funktionen
Klun engagierte sich ab 1850 als Sekretär bei der Zeitschrift des Historischen Vereins für Krain in Laibach und wirkte dort von 1851 bis 1856 als Redakteur. Er war 1859 Gründungsmitglied und bis 1868 Kassier des Journalisten- und Schriftstellervereins Concordia in Wien, wurde 1862 Mitglied des Gründungsausschusses des Österreichischen Alpenvereins. Des Weiteren wirkte er ab 1864 als Mitglied des Gründungsausschusses des Ersten allgemeinen Beamten-Vereins und war 1866 dessen Vizepräsident bzw. von 1867 bis 1868 dessen Präsident. Zudem engagierte er sich 1874 als Präsident des Grillparzer-Vereins in Wien.
Klun war vom 20. Mai 1867 bis zum 21. Mai 1870 als Vertreter der Handels- und Gewerbekammer Laibach Abgeordneter des Abgeordnetenhauses. Er gehörte zunächst 1867 dem Slowenischen Klub an, wechselte im November 1867 zum Klub der Liberalen und war ab dem 29. Oktober 1868 Mitglied im Klub der Linken. Von 1867 bis 1871 war er Abgeordneter zum Krainer Landtag.